# Episodi di Velvet (seconda stagione)
La seconda stagione della serie televisiva spagnola Velvet, composta da 14 episodi da 75 minuti ciascuna, è stata trasmessa in prima visione assoluta su Antena 3 dal 21 ottobre 2014 al 23 febbraio 2015. Il 26 gennaio 2015, durante la pausa nella trasmissione della stagione, è stato mandato in onda uno speciale riassuntivo dal titolo La otra noche de reyes (non trasmesso in Italia).
In Italia la stagione è stata trasmessa in prima visione assoluta dall'11 marzo al 18 giugno 2015 su Rai 1.
| nº | Titolo originale                | Prima TV Spagna  | Titolo italiano                 | Prima TV Italia |
| -- | ------------------------------- | ---------------- | ------------------------------- | --------------- |
| 1  | La noche de los alfileres       | 21 ottobre 2014  | Una nuova vita                  | 11 marzo 2015   |
| 2  | Remontando el vuelo             | 28 ottobre 2014  | Il gioco delle parti            | 25 marzo 2015   |
| 3  | Días de Gloria                  | 4 novembre 2014  | Amori e segreti                 | 1º aprile 2015  |
| 4  | Coser y cantar                  | 11 novembre 2014 | Una canzone d'amore             | 15 aprile 2015  |
| 5  | ¿Quién da más?                  | 18 novembre 2014 | Cuori all'incanto               | 22 aprile 2015  |
| 6  | New York, New York              | 25 novembre 2014 | Nueva York                      | 29 aprile 2015  |
| 7  | Por los aires                   | 2 dicembre 2014  | L'ora della verità              | 6 maggio 2015   |
| 8  | Navidades blancas               | 9 dicembre 2014  | Sotto la neve                   | 13 maggio 2015  |
| 9  | Noche de reyes                  | 16 dicembre 2014 | Intrusioni                      | 21 maggio 2015  |
| 10 | La otra noche de reyes          | 26 gennaio 2015  | Episodio speciale non trasmesso | non trasmesso   |
| 11 | La hora de la verdad            | 2 febbraio 2015  | Maschere nude                   | 27 maggio 2015  |
| 12 | Hoy es el día de los enamorados | 9 febbraio 2015  | La notte di San Valentino       | 3 giugno 2015   |
| 13 | Despedidas                      | 16 febbraio 2015 | Il tempo degli addii            | 10 giugno 2015  |
| 14 | Una boda y un funeral           | 23 febbraio 2015 | Il vero amore non finisce mai   | 17 giugno 2015  |

## Una nuova vita

### Trama
Tornato dal viaggio di nozze, Alberto scopre che Enrique ha preso il comando della Velvet, mentre Raúl de la Riva è scomparso. Inoltre, Enrique intende stringere un accordo con la compagnia aerea Airsa per realizzare le uniformi delle assistenti di volo, anche se Alberto non è d'accordo perché la Velvet si occupa di alta moda. Intanto, Cristina vede Mateo e Clara che si baciano e crede che lui stia tradendo Anna: quando chiede spiegazioni, Anna sorprende tutti annunciando di essere stata lei a lasciare Mateo e che sta uscendo con un altro.

## Il gioco delle parti

### Trama
Dopo aver parlato con Anna, Alberto si convince che realizzare le uniformi per Airsa sia la cosa migliore e invita le sarte a presentare dei bozzetti per scegliere la stilista. Intanto, Gloria riceve una visita di Isabel, Clara chiede a Mateo di passare una notte a casa dell'uomo, che rifiuta, e Pedro cerca di chiarire le cose con Rita, ma combina un disastro dietro l'altro.

## Amori e segreti

### Trama
Anna viene scelta come stilista per le uniformi di Airsa e, nonostante il parere contrario di Donna Blanca, il laboratorio viene diviso in due: una parte delle sarte si occuperà della nuova collezione con Donna Blanca, mentre la seconda delle uniformi. Per stare vicina ad Alberto, Isabel si fa assumere come responsabile alla Velvet con il nome di Elena. Intanto, per sostituire Raúl de la Riva, Enrique assume Lorenzo Palacios, un uomo arrogante dalle idee antiquate. Clara scopre che Mateo non ha voluto invitarla a casa sua perché vive ancora con la madre e alcune zie, mentre Rita si prepara a passare la prima notte con Adolfo, ma all'ultimo minuto scappa. Dopo essere diventata l'intestataria di tutti i beni appartenuti al padre, Patricia caccia Gloria di casa; intanto, continua a vedersi con Enrique e, per non destare sospetti, diventa amica di Bárbara. Alberto sorprende Anna e Carlos che si baciano.

## Una canzone d'amore

### Trama
Dopo aver sorpreso Anna e Carlos baciarsi, Alberto, sconvolto, passa la notte in un bar a bere, dove racconta i suoi problemi d'amore a una donna appena conosciuta, Sara. Raúl de la Riva torna alla Velvet e dice a Cristina che Enrique ha cercato di incastrarlo accusandolo di plagio, ma l'amica all'inizio non gli crede. Rita iscrive Luisa a un concorso canoro radiofonico senza dirle niente.

## Cuori all'incanto

### Trama
Quando scopre che Bloomingdale ha contattato Airsa per realizzare le uniformi, Alberto cerca di convincere Enrique ad andare a New York per presentare i modelli della Velvet, ma il cognato si oppone perché la Galleria non ha denaro per coprire le spese; di conseguenza, per finanziare il viaggio, si decide di mettere all'asta i modelli storici della Velvet. Intanto, Pedro vorrebbe far sapere a Rita che Adolfo è sposato.

## Nueva York

### Trama
Dopo aver scoperto che Adolfo è sposato, Rita si chiude in camera piangendo disperata e, per risollevarla, Luisa le offre da bere: ubriaca, Rita finisce per dichiararsi a Pedro, che decide di separarsi da Rosa María. Le sarte scoprono la relazione di Blanca con Max e non rispettano più la donna, che, esasperata, perde il controllo e dà uno schiaffo a una di loro: Enrique vuole licenziare Blanca, ma Don Emilio lo convince a darle solo una punizione. Bárbara è convinta che l'amante di Enrique sia Clara e assilla Mateo affinché interroghi la fidanzata, spingendo l'uomo a rivelarle, alla fine, che Enrique ha una storia con Patricia. Intanto, giunti a New York, Anna e Alberto scoprono che il loro bagaglio è andato perduto insieme ai modellini ivi contenuti, ma riescono a realizzarne di nuovi per la presentazione al padre di Sara, che ne rimane molto colpito e accetta di firmare con la Velvet. Quella sera, Anna esce a festeggiare con Carlos, mentre Alberto, nonostante la forte gelosia che prova per Anna, rifiuta le avances di Sara.

## L'ora della verità

### Trama
La firma del contratto tra Velvet e Airsa viene festeggiata con una grande festa durante la quale Alberto confessa ad Anna di amarla ancora, ma lei lo rifiuta e lui, per rabbia, passa la notte con Sara. Intanto, Bárbara finge di dover andare fuori città, mentre invece si apposta per sorprendere Enrique in flagrante con Patricia. Dopo aver assistito al tradimento del marito, Bárbara si confida con Mateo e lo bacia, e Clara li vede. A Rosa María giunge la voce messa in giro da Pedro sul loro prossimo matrimonio e lui non riesce a raccontarle la verità.

## Sotto la neve

### Trama
È la Vigilia di Natale e i dipendenti della Velvet si preparano a tornare al paese per passare le feste in famiglia, ma una nevicata imprevista li blocca tutti a Madrid. Il cenone di Natale si tiene quindi nei locali della Velvet e, davanti a tutti i colleghi riuniti a festeggiare, Pedro chiede ufficialmente a Rosa María di sposarlo, mentre Anna rivela a Carlos che il suo ex è Alberto. Blanca scopre da Isabel che Esteban, il padre di suo figlio, è ancora vivo, mentre Clara viene invitata a cena a casa di Mateo.

## Intrusioni

### Trama
L'Epifania è alle porte e la Velvet è piena di clienti, ma, non essendoci il denaro necessario ad assumere dei commessi in aiuto, alcune sarte, tra le quali Rita, vengono destinate per un giorno al servizio dei clienti. Alberto, tornato dalle vacanze in montagna con la famiglia di Cristina, chiede scusa ad Anna per quanto successo alla serata di presentazione della collezione di Airsa e le confessa di sognare di poter scappare con lei lontano da tutti. Pedro e Rosa María continuano i preparativi del matrimonio, mentre Enrique vuole i bozzetti della nuova collezione di Raúl, che, però, non riesce a trovare l'ispirazione. Intanto, Cristina organizza una festa a casa Márquez invitando anche Sara e suo marito, che le rivela il tradimento di Alberto.

## Maschere nude

### Trama
Cristina è sconvolta dal tradimento di Alberto e cerca di parlargli per salvare il loro matrimonio. Pedro conduce Rosa María all'altare, ma all'ultimo momento dichiara i suoi sentimenti per Rita e annulla la cerimonia. Isabel decide di confessare al figlio la sua vera identità, ma Alberto non le crede e la donna decide di andarsene durante la presentazione delle uniformi di Airsa. Anna, però, riesce a convincere Alberto a parlare con sua madre e l'uomo riesce a fermarla in tempo; tuttavia, un attimo dopo Isabel si sente male e sviene.

## La notte di San Valentino

### Trama
Isabel racconta la sua storia ad Alberto, che, dopo aver saputo da Anna che la madre sta morendo, decide di portarla a casa propria e farla visitare da un medico. Il dottore, però, non dà speranze di guarigione e così madre e figlio decidono di passare insieme il poco tempo rimasto loro, con grande disappunto di Cristina, che si sente ancora più ignorata di prima, e di Patricia, che non è felice di ritrovarsi Isabel per casa dopo aver saputo che il matrimonio tra sua madre Gloria e Rafael non è mai stato valido. Nel frattempo, Raúl presenta i bozzetti della nuova collezione, Blanca continua a uscire con Esteban e Clara lascia Mateo dopo aver scoperto che lui vede più il suo aspetto fisico che il resto. Carlos, invece, è arrabbiato con Anna perché ha preferito aiutare Alberto a fermare Isabel, disertando la cena per presentarla ai suoi genitori. Anna decide di fargli una sorpresa a San Valentino per farsi perdonare, anche se confida a Rita di avere sempre più dubbi sulla loro storia, e l'amica le propone di fare un'uscita a quattro a San Valentino per alleggerire la tensione. Durante la cena al ristorante, Pedro chiede la mano di Rita e lei accetta; intanto, Luisa partecipa a un altro concorso canoro alla radio: quando si dimentica le parole, Jonás, che l'ha accompagnata, interviene per aiutarla e il brano si trasforma in un duetto. Tornati alla Galleria, Carlos chiede ad Anna di sposarlo, ma lei rifiuta, confessandogli di essere ancora innamorata di Alberto.

## Il tempo degli addii

### Trama
Rita e Pedro fissano la data del loro matrimonio in tre giorni: mentre Anna e Raúl si danno da fare affinché Rita possa sposarsi con l'abito dei suoi sogni, Jonás invita Luisa. Bárbara, gelosa di vedere il marito lavorare con Patricia, lo informa di aver deciso di lasciare per sempre Madrid, ma Enrique rifiuta di seguirla. Vedendo Bárbara disperata per la fine del proprio matrimonio, Mateo le offre di stare a casa sua per un po', mentre Cristina cerca di far ragionare il fratello, che, invece di ascoltarla, le rivela che Alberto l'ha sposata solo per denaro. Carlos non si rassegna all'abbandono di Anna e la tormenta affinché tornino insieme: all'ennesima comparsa dell'uomo alla Galleria, Alberto difende Anna facendo a cazzotti con Carlos, che se ne va; poco dopo, mentre Anna medica Alberto, lui la bacia appassionatamente. Forte della propria maggioranza azionaria, Patricia inizia a comportarsi da padrona della Galleria, cacciando Alberto dal suo stesso studio: Isabel informa il figlio che la metà delle azioni di Patricia, venendo da Gloria, in realtà sono sue perché il suo matrimonio con Rafael è ancora valido, e quindi Alberto decide di trovare il modo per dimostrarlo. Le condizioni di Isabel peggiorano e, una sera, dopo essersi sentita male, muore.

## Il vero amore non finisce mai

### Trama
Mentre Luisa viene contattata da un produttore musicale, alla veglia di Isabel Alberto riallaccia i rapporti con zio Esteban, che una notte, non visto, ruba i bozzetti della nuova collezione dalla Galleria; inoltre, Alberto confessa a Cristina di aver sempre amato Anna. Quest'ultima, intanto, si fa convincere a raggiungere Rita a Porrillos per il suo matrimonio invece che partecipare al funerale di Isabel, che si tiene lo stesso giorno. Dopo diversi contrattempi che ritardano il viaggio, Anna, Luisa, Jonás e Pedro riescono ad arrivare appena in tempo al paese, e Rita e Pedro si sposano. Anche Alberto e Mateo partono per Porrillos appena dopo il funerale e arrivano a festa ormai finita: Mateo raggiunge Clara per l'ultimo ballo, mentre Alberto dice ad Anna che non vuole più fingere e che da quel momento vivranno il loro amore alla luce del sole; dopodiché, la coppia si allontana in macchina.